# Зюдергайштедт
Зюдергайштедт (нім. Süderheistedt) — громада в Німеччині, розташована в землі Шлезвіг-Гольштейн. Входить до складу району Дітмаршен. Складова частина об'єднання громад КЛГ-Айдер.
Площа — 8,44 км2. Населення становить 533 ос. (станом на 31 грудня 2020).